# Antil·lis de muntanya
L'antil·lis de muntanya (Anthyllis montana), és una espècie de planta amb flors de la família de les fabàcies.
Addicionalment pot rebre el nom de botja de muntanya.

## Descripció
Arriba a fer 30 cm d'alt i 60 cm d'amplada, és una mata. Té les fulles compostes dividides en molts folíols, les flors són blanques, rosades o porpres i floreix a la primavera i a l'estiu.

## Distribució
És planta nadiua de les muntanyes del sud d'Europa, incloent els Països Catalans, dels Alps i d'Algèria.

## Taxonomia

### Subespècies
Se'n reconeixen dues subespècies:
- Anthyllis montana subsp. jacquinii (Rchb.f.) Rohlena
- Anthyllis montana subsp. montana

### Sinònims
En nom d'aquesta espècie té tres sinònims:
- Barba-jovis montana (L.) Moench
- Pogonitis montana (L.) Fourr.
- Vulneraria montana (L.) Scop.

## Usos
En jardineria es fa servir en els jardins alpins o en els de rocalla. El cultivar 'Rubra' ha guanyat el premi de la Royal Horticultural Society, Award of Garden Merit.